# Emilio Naudin
Pour les articles homonymes, voir Naudin.
Emilio Naudin est un ténor italien né à Parme le 23 octobre 1823 et mort à Bologne le 5 mai 1890. Son principal titre de gloire est d’avoir créé le rôle de Vasco de Gama dans l'opéra L'Africaine de Meyerbeer.

## Biographie
Fils d’un peintre français au service de l’archiduchesse Marie-Louise de Parme, il étudie le chant à Milan avec Giacomo Panizza. Il fait ses débuts à Crémone dans Saffò  de Pacini en 1843, puis chante, entre 1846 et 1851, à Gênes, Rome et Florence dans Poliuto de Donizetti, Luisa Miller de Verdi et I puritani de Bellini. Il est en Russie de 1851 à 1854 puis revient en Italie, apparaissant à La Scala de Milan en 1858. La même année, il chante pour la première fois à Londres (Drury Lane) avant de figurer pendant dix saisons consécutives, de 1863 à 1872, à Covent Garden.

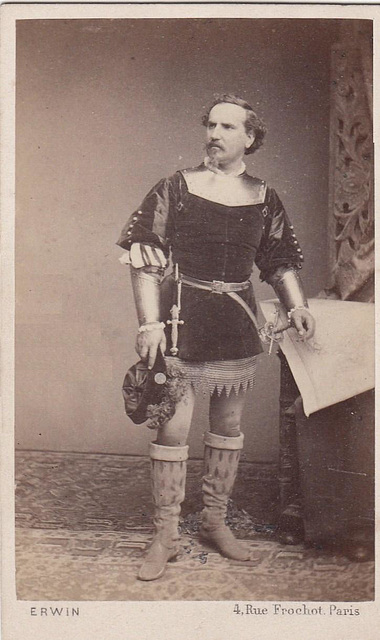
Emilio Naudin, en Vasco de Gama dans L'Africaine en 1865.

À Paris, il chante au Théâtre italien à partir de 1862 : il joue successivement, et avec un grand succès, dans Lucia di Lammermoor, Rigoletto, Lucrezia Borgia et Così fan tutte.
Meyerbeer, avant de mourir en 1864, impose Naudin pour créer le rôle principal masculin, Vasco de Gama, de son dernier opéra L'Africaine. L’Opéra de Paris s’exécute et embauche le ténor en lui signant un contrat faramineux de 110 000 francs par an. Le succès est cependant mitigé, Naudin s'attirant de nombreuses critiques et moqueries lors de la création de L'Africaine : on lui reproche son accent italien et son jeu peu convaincant ; on rebaptise son personnage « Fiasco de Gama » et on dit que l’opéra a remporté « un succès à Naudin ».
Henri Blaze de Bury écrit dans Le Ménestrel :
«  On ne s’explique point trop la raison d’être à l’Opéra de ce chanteur empêtré, maladroit, qui parle un français macaronique et joue avec une pantomime et des airs de fantoche.  »
Dans Le Figaro, Benoît Jouvin illustre les insuffisances de Naudin en prenant pour exemple le récit de Vasco de Gama au premier acte :
«  Il a manqué au récit de Vasco de Gama : J'ai vu, nobles seigneurs, rouler dans les abîmes, un grand déclamateur lyrique, le Duprez jeune et passionné de 1837. C'eût été un coup de foudre d'exécution d'un effet aussi certain que la fameuse ritournelle du mancenillier. Ni par son éducation première, ni par la nature de sa voix impuissante à remplir les contours d'un mâle récitatif, Naudin n'était l'homme de cette scène restée dans l'ombre par le fait de l'évanouissement de l'interprète.  »
Naudin ne chante que deux ans à l'Opéra de Paris et repart en tournée dans les grandes villes européennes. Il s’oriente ensuite vers le répertoire wagnérien, chantant Lohengrin (en italien) au Royaume-Uni et Tannhäuser à Moscou (1877). Il fait ses adieux à Bologne en 1885.
Naudin est apprécié pour sa voix « puissante et veloutée », « aux sonorités larges et chaudes », bien que ses dons d’acteur aient été remis en question, notamment en France. Atteint d'une maladie causant une paralysie générale progressive, il meurt en 1890, à l’âge de 66 ans. 